# Olympische Sommerspiele 2024/Teilnehmer (Kamerun)
| Gelbes Symbol für Goldmedaillen mit stilisierten Olympischen Ringen | Graues Symbol für Silbermedaillen mit stilisierten Olympischen Ringen | Braundes Symbol für Bronzemedaillen mit stilisierten Olympischen Ringen |
| ------------------------------------------------------------------- | --------------------------------------------------------------------- | ----------------------------------------------------------------------- |
| —                                                                   | —                                                                     | —                                                                       |

Kamerun nahm an den Olympischen Spielen 2024 vom 26. Juli bis zum 11. August 2024 in Paris mit 6 Athleten (2 Männer, 4 Frauen) teil. Es war die insgesamt 16. Teilnahme an Olympischen Sommerspielen.

## Teilnehmer nach Sportarten

### Judo
Über die IJF-Weltrangliste konnte sich eine kamerunische Judoka im Schwergewicht der Frauen qualifizieren.
| Athleten              | Wettbewerb        | 1. Runde | 1. Runde | 2. Runde      | 2. Runde      | Achtelfinale  | Achtelfinale  | Viertelfinale | Viertelfinale | Halbfinale/Trostrunde | Halbfinale/Trostrunde | Finale/Platz 3 | Finale/Platz 3 | Rang |
| Athleten              | Wettbewerb        | Gegner   | Ergebnis | Gegner        | Ergebnis      | Gegner        | Ergebnis      | Gegner        | Ergebnis      | Gegner                | Ergebnis              | Gegner         | Ergebnis       | Rang |
| --------------------- | ----------------- | -------- | -------- | ------------- | ------------- | ------------- | ------------- | ------------- | ------------- | --------------------- | --------------------- | -------------- | -------------- | ---- |
| Richelle Soppi Mbella | Klasse über 78 kg | A. Sone  | 0:10     | ausgeschieden | ausgeschieden | ausgeschieden | ausgeschieden | ausgeschieden | ausgeschieden | ausgeschieden         | ausgeschieden         | ausgeschieden  | ausgeschieden  | 17   |

### Leichtathletik
Die Olympianorm des Weltverbandes erfüllte Emmanuel Eseme im 100-Meter-Lauf der Männer.
Laufen und Gehen
| Athleten       | Wettbewerb   | Vorlauf | Vorlauf | Hoffnungslauf | Hoffnungslauf | Halbfinale    | Halbfinale    | Finale        | Finale        | Rang          |
| Athleten       | Wettbewerb   | Zeit    | Rang    | Zeit          | Rang          | Zeit          | Rang          | Zeit          | Rang          | Rang          |
| -------------- | ------------ | ------- | ------- | ------------- | ------------- | ------------- | ------------- | ------------- | ------------- | ------------- |
| Frauen         |              |         |         |               |               |               |               |               |               |               |
| Linda Angounou | 400 m Hürden | 55,69 s | 8       | 55,09 s       | 8             | ausgeschieden | ausgeschieden | ausgeschieden | ausgeschieden | ausgeschieden |
| Männer         |              |         |         |               |               |               |               |               |               |               |
| Emmanuel Eseme | 100 m        | 9,98 s  | 1       | —             | —             | 10,00 s       | 4             | ausgeschieden | ausgeschieden | ausgeschieden |

### Schwimmen
| Athleten         | Wettbewerb     | Vorlauf     | Vorlauf | Halbfinale    | Halbfinale    | Finale        | Finale        | Rang |
| Athleten         | Wettbewerb     | Zeit        | Rang    | Zeit          | Rang          | Zeit          | Rang          | Rang |
| ---------------- | -------------- | ----------- | ------- | ------------- | ------------- | ------------- | ------------- | ---- |
| Frauen           |                |             |         |               |               |               |               |      |
| Grace Nguélo’o   | 50 m Freistil  | 30,98 s     | 66      | ausgeschieden | ausgeschieden | ausgeschieden | ausgeschieden | 66   |
| Männer           |                |             |         |               |               |               |               |      |
| Giorgio Nguichié | 100 m Freistil | 1:03,42 min | 78      | ausgeschieden | ausgeschieden | ausgeschieden | ausgeschieden | 78   |

### Tischtennis
Über das afrikanische Qualifikationsturnier in Kigali konnte sich Sarah Hanffou für ihre dritten Olympischen Spiele qualifizieren.
| Athleten      | Wettbewerb | 1. Runde   | 1. Runde | 2. Runde   | 2. Runde | 3. Runde      | 3. Runde      | Achtelfinale  | Achtelfinale  | Viertelfinale | Viertelfinale | Halbfinale    | Halbfinale    | Finale/Platz 3 | Finale/Platz 3 | Rang |
| Athleten      | Wettbewerb | Gegner     | Erg.     | Gegner     | Erg.     | Gegner        | Erg.          | Gegner        | Erg.          | Gegner        | Erg.          | Gegner        | Erg.          | Gegner         | Erg.           | Rang |
| ------------- | ---------- | ---------- | -------- | ---------- | -------- | ------------- | ------------- | ------------- | ------------- | ------------- | ------------- | ------------- | ------------- | -------------- | -------------- | ---- |
| Frauen        |            |            |          |            |          |               |               |               |               |               |               |               |               |                |                |      |
| Sarah Hanffou | Einzel     | C. Edghill | 4:1      | Cheng I-c. | 0:4      | ausgeschieden | ausgeschieden | ausgeschieden | ausgeschieden | ausgeschieden | ausgeschieden | ausgeschieden | ausgeschieden | ausgeschieden  | ausgeschieden  | 33   |